# Fan Chunling
Fan Chunling (2 de fevereiro de 1972) é uma ex-futebolista chinesa que atuava como defensora.

## Carreira
Fan Chunling integrou o elenco da Seleção Chinesa de Futebol Feminino, nas Olimpíadas de 2000. 